# Zatrep
Zatrep je trikoten vrh stene pod streho na ožji strani stavbe ali zaključna stena na čelni strani dvokapne strehe.
Oblika zatrepa in kako podrobno je izdelan, je odvisna od uporabljenega strukturnega sistema, ki odraža podnebje, razpoložljivost materiala in estetsko skrb.
Zatrep je eden najstarejših in najpomembnejših elementov evropske arhitekture. 

## Oblike
Oblika zatrepa je odvisna od oblike strehe in konstrukcije. Splošna oblika nagnjene strehe ustvarja klasični trikotnik v obliki zatrepa. 
V antiki so uporabljali nizki trikotni zatrep ali timpanon in segmentni zatrep, ki so ga posnemali v renesansi, baroku in klasicizmu in postal, kot že v antiki, prekinjen ali prevojni. Pogosto je bil uporabljen nad portali in okni kot okrasni zatrep.
Romanski trikotni zatrep je skoraj pravokoten, skromno okrašen. V gotskih cerkvah je ozek in pogosto okrašen z rozeto ali slepim krogovičjem, fialami, brstiči ali križno rožo. 
V severni Evropi je znan stopničast zatrep, ki izvira iz opčne gotike. Stopnice so bile v renesansi lahko tudi oblikovane bodisi z volutami in piramidami (obeliski), v baroku pa so prednjačili lomljeni zatrepi in repasto zavite oblike.
Če se oblika zatrepa ne nanaša na obliko ali naklon strehe, se imenuje slepi zatrep. V večini preprostih strešnih konstrukcij se zatrepna stena pokriva s strešno površino. 
Te oblike in vzorci v obliki zatrepa so se v 19. stoletju ponovno pojavili v arhitekturi historicizma. 
Včasih so jih uporabljali ne le v arhitekturi, ampak tudi pri oblikovanju pohištva n in drugih izdelkov.

## Okras
V starodavni arhitekturi, še posebej v templju, je bil timpanon trikotno območje, ki je bilo poudarjeno s svojo velikostjo in čelnostjo ter je bilo okrašeno s figurativnim ali ornamentalnim okrasjem. Zatrepno polje na splošno označuje tudi trikotni pediment, še posebej, če je obrezan z vogali in okrašen s kiparskim okrasom.
Zatrepni vogal spremlja poševno podnožje zatrepa. V okviru antične arhitekture se uporablja izraz sima.
Posebno poudarjen in zasnovan je bil vrh, kot najvišja točka zatrepa. Tu je bil v srednjem veku in v času renesanse pogosto šiljast okrasek izdelan iz železa ali žgane gline.
Zatrepni cvet je poimenovanje za stilizirano rožo, ki je pogosto povezana s figurami, znaki in simboli, zlasti v gotskem okronanem zatrepu in slemenu, na primer v obliki križne rože.
Strešni jezdec je je kot majhen stolp, ki sedi na slemenu ali zatrepu. Velja za značilnost mestnih posvetnih zgradb, zato ga lahko najdemo na primer v zgodovinskih mestnih hišah.
V Švici na vrh zatrepa postavijo leseno konico. V Vestfaliji, še posebej v Ravensberger Land, prav tako postavijo različno oblikovano leseno konico.
Zatrepna cina lahko pomeni akroterij, starodavni arhitekturni element za kronanje zatrepov ali njegovo repliko v poznejši dobi.
Zatrepni lok je izraz za koničasti lok z ravnimi premci, pojavlja se v romanskem in anglosaškem ornamentu.

## Čelni zatrep
Čelni zatrep se nanaša na orientacijo stavbe glede na razvijajočo se ulico ali kraj. Pri dvokapni konstrukciji je dvokapna stran stavbe vzporedna z ulico, strešno sleme pa prečno. Tako poravnana stavba se imenuje tudi hiša z zatrepom. Dvokapna streha je v tem kontekstu nagibna streha, katere trikotniki so del sprednje strani stavbe. Taka gradnja velja za tipično za nemško ulično umetnost gotike in renesanse. Nasprotje temu v arhitekturi in urbanizmu je stavba s kapjo vzporedna ulici.

## Posebne konstrukcije zatrepov
Zatrepni stolp je stolp z nagnjeno streho, v kolikor ima dva zatrepa, dvokapni stolp pa štiri. Dvokapni stolp je pokrit s prečno streho. Drugi uporabljajo izraz tudi za stolp, ki sedi na strešnem jezdecu, ki je primerljiv z velikim jahačem in ne glede na obliko strehe stolpa.
Zvonik z zatrepom ali zvonik na preslico je konstrukcija z eno ali več odprtinami, v katerih visijo zvonovi. Zvonik je pogosto zaključen celo s trikotnim zatrepom. Najdemo ga v majhnih cerkvah ali kapelah, zlasti v Sredozemlju. Posebne oblike so tridelni stolpi imenovani Clocher trinitaires pri cerkvah v Baskiji Pays de Soule in skoraj vretenast pravokotni zatrep z  zvonovi (francosko clochers mur), kot na stolnici v Toulousu.
Že v srednjem veku so številne romanske cerkvene stavbe v južni in jugozahodni Franciji (zlasti v Charente) dobile - pogosto neokrašen - zatrep, ki je nakazoval resnično ali simbolično pripravljenost cerkve in prebivalcev dotične vasi pred stostoletno vojno.

## Galerija
- Stari stolp v Dudweilerju je enostaven stolpni zatrep.
- Protestantska cerkev (Obersülzen). Stolpni zatrep z zaščito
- Stolp z dvojnim zatrepom (križni zatrep),  Liebfrauenkirche v Ravensburgu
- Stolp z zatrepom Feldsteinkirche v Gömnigku
- Zatrep z zvonovi cerkve San Salvador v San Salvador de Cantamuda, provinca Palencia, Španija
- Clocher trinitaire na cerkvi v Agnosu, Baskija
- Zatrep z zvonovu, Villefranche-de-Lauragais, Haute-Garonne
- Wehrkirche von Rudelle brez zatrepa, departma Lot
- Zatrep s cinami na Église Saint-Pierre-de-Rhèdes v Lamalou-les-Bains, departma Hérault
- Pravokoten zatrep na cerkvi v Nersacu, departma Charente